# دودمان زنگیان

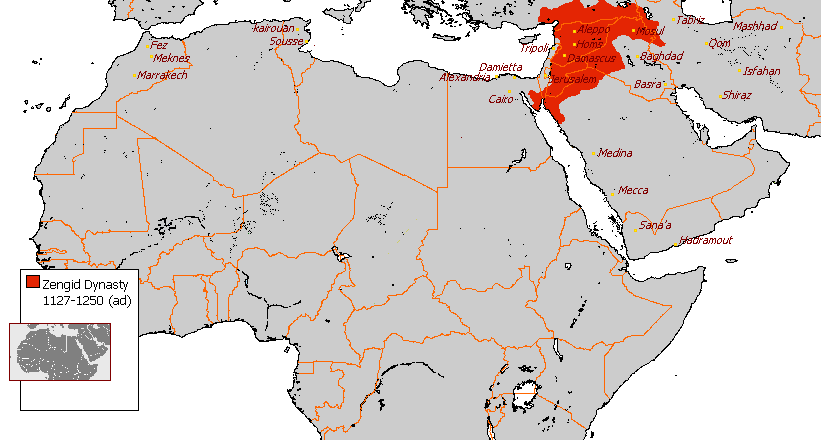
پهناورترین گستره قلمرو زنگیان

زنگیان دودمانی از ترکمانان بودند که از سال ۵۰۶ تا ۶۳۸ جلالی بر سرزمین‌هایی فرمان راندند که امروز در شمال عراق و سوریه واقع است. پایتختشان نخست حلب و از سال ۱۱۵۴م دمشق بود.
بنیادگذار این دودمان، عمادالدین زنگی پسر آق‌سنقر از سرداران سلجوقیان بود و ایشان از همین رو به زنگیان آوازه یافتند.
مرگ زودهنگام ملکشاه یکم، سبب شد که میان درباریان درباره بر تخت نشستن فرزندان خردسال سلطان کشمکش و جنگ درگیرد، چندان که سراسر روزگار سلطنت برکیارق به مدعیان سلطنت را فروکوفتن گذشت. به این ترتیب قدرت مرکزی سلجوقیان رو به سستی نهاد و چندان که خوارزمشاهیان در فرارود قدرت می‌گرفتند، در گوشه و کنار نیز حکومت‌هایی محلی، چون اتابکان فارس، اتابکان آذربایجان و اتابکان لرستان راه خود را از در حکومت پیش‌می‌گرفتند. زنگیان نیز در همین روزگار برآمدند.
آق‌سنقر از همراهان و یاران نزدیک ملکشاه و حاجب او بود و لقب قسیم‌الدوله و نیز فرمان امارت بر حلب را از او داشت و در لشکرکشی ملکشاه به اورشلیم، از فرماندهان سپاه او بود. اما پس از ملکشاه، در جنگی که میان آق‌سنقر و تُتش پسر آلپ‌ارسلان درگرفت، آق‌سنقر کشته شد. چون برکیارق، عمویش، تتش را در نزدیکی ری شکست داد و در تکریت به زندان کرد، عمادالدین پسر آق‌سنقر به رویارویی با صلیبیان رفت و ایشان را با چندین نبرد پس‌راند.
روزگار حکومت زنگیان بیش‌تر به جنگ‌های صلیبی گذشت. سیف‌الدین و نورالدین، پسران عمادالدین، اگرچه حکومت موصل و حلب را میان خود بخش کردند، اما همواره در پی هم‌پیمانی با دیگر حکومت‌های مسلمان بودند تا بر صلیبیان بتازند. امارت این دودمان با حمله مغول برچیده شد.

## زنگیان در موصل و عراق
|    | فرمانروا                   | زندگی      | فرمانروایی |
| -- | -------------------------- | ---------- | ---------- |
| 1  | عمادالدین زنگی پسر آق سنقر | .... -۱۱۴۶ | ۱۱۲۷–۱۱۴۶  |
| 2  | سیف‌الدین غازی پسر زنگی     | .... -.... | ۱۱۴۶–۱۱۴۹  |
| 3  | قطب‌الدین مودود             | .... -.... | ۱۱۴۹–۱۱۶۹  |
| 4  | سیف‌الدین غازی دوم          | .... -۱۱۸۰ | ۱۱۶۹–۱۱۸۰  |
| 5  | عزالدین مسعود              | .... -۱۱۹۳ | ۱۱۸۰–۱۱۹۳  |
| 6  | نورالدین ارسلان            | .... -.... | ۱۱۹۳–۱۲۱۰  |
| 7  | عزالدین مسعود دوم          | .... -۱۲۱۸ | ۱۲۱۰–۱۲۱۸  |
| 8  | نورالدین ارسلان‌شاه دوم     | .... -.... | ۱۲۱۸–۱۲۱۹  |
| 9  | ناصرالدین محمود            | .... -.... | ۱۲۱۹–۱۲۳۳  |
| 10 | رحمن بدرالدین لؤلؤ         | .... -.... | ۱۲۳۳–۱۲۵۹  |

## زنگیان در حلب
|   | فرمانروا                     | زندگی      | فرمانروایی |
| - | ---------------------------- | ---------- | ---------- |
| 1 | عادل نورالدین محمود پسر زنگی | ۱۱۱۸–۱۱۷۴  | ۱۱۴۶–۱۱۷۴  |
| 2 | صالح اسماعیل پسر نورالدین    | .... -۱۱۸۳ | ۱۱۷۴–۱۱۸۳  |

## زنگیان در دمشق
|   | فرمانروا                     | زندگی     | فرمانروایی |
| - | ---------------------------- | --------- | ---------- |
| 1 | عادل نورالدین محمود پسر زنگی | ۱۱۱۸–۱۱۷۴ | ۱۱۵۴–۱۱۷۴  |